# Sahel tunisien

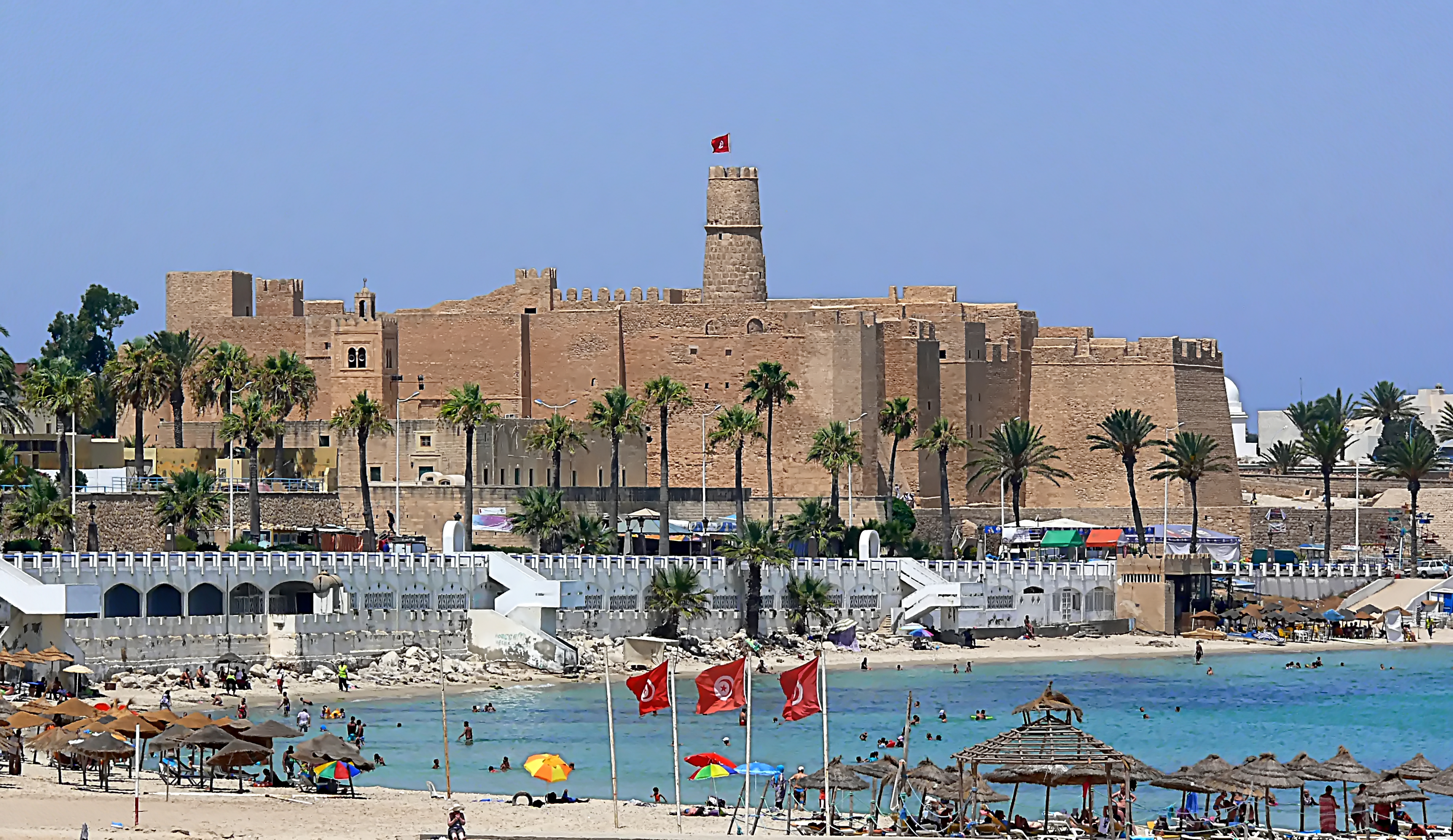
Ribat de Monastir.

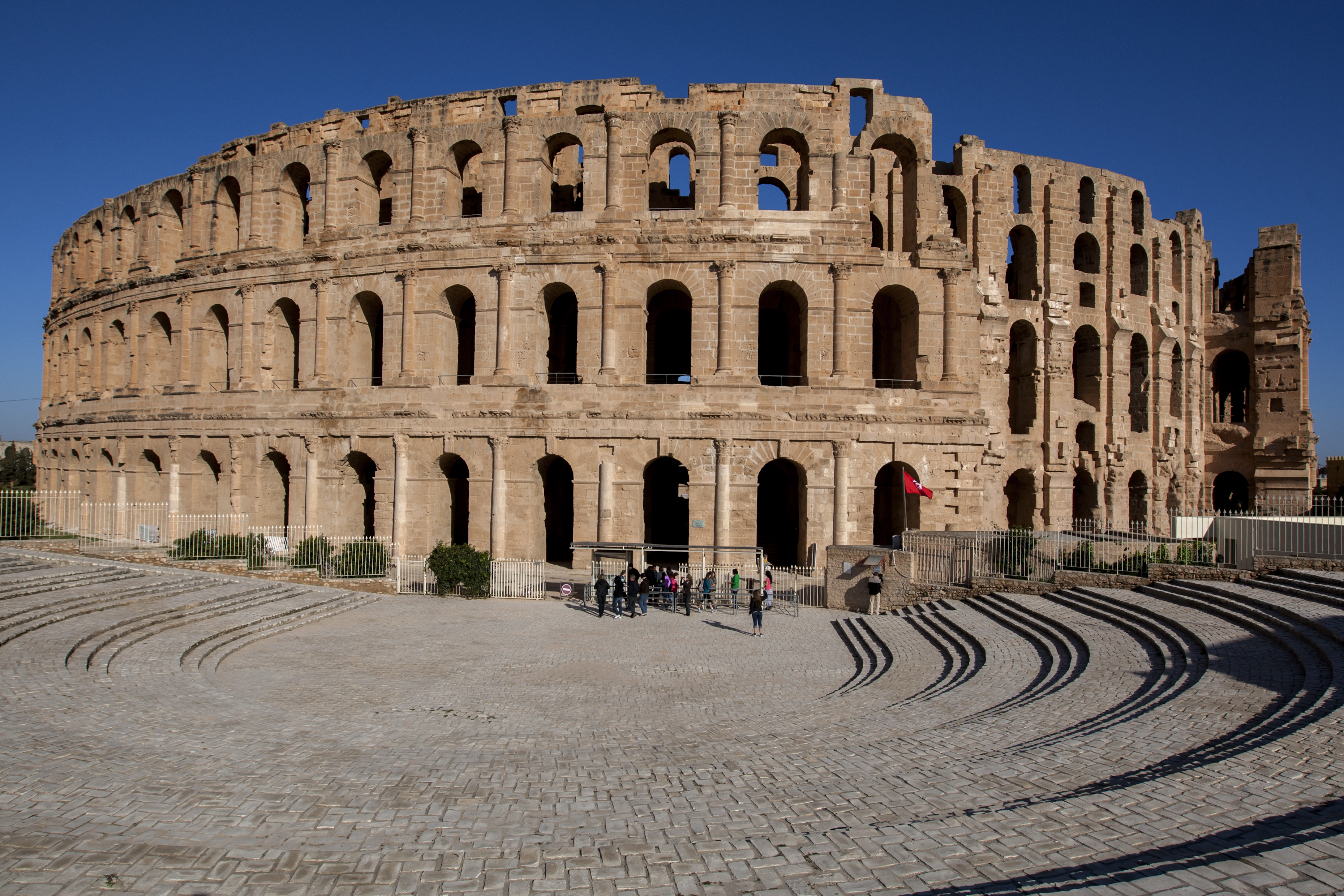
Amphithéâtre d'El Jem.

Le Sahel tunisien ou simplement Sahel (arabe : الساحل) est une région de l'Est de la Tunisie s'étendant du golfe d'Hammamet au nord à la région de l'Arad au sud. Son nom vient du mot arabe ساحل, signifiant « littoral ».
Ses villes principales sont Sousse, la plus peuplée des villes de la région, Monastir, ville natale du président Habib Bourguiba et principal pôle universitaire de la région, et Mahdia, ancienne capitale de la Tunisie à l'époque du calife fatimide Ubayd Allah al-Mahdi.

## Géographie

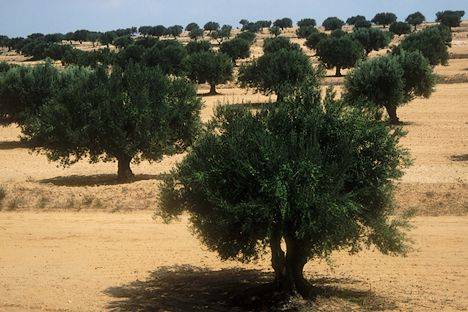
Champ d'oliviers près de Sfax.

Le Sahel s'étend sur les collines qui isolent les basses steppes de la côte et sont couvertes de plantations d'oliviers malgré la faible pluviométrie compensée par l'humidité atmosphérique.
Il constitue une unité géographique claire et tire sa particularité de ses spécificités humaines et économiques depuis l'Antiquité. Il couvre de nos jours les gouvernorats de Sousse, Monastir et Mahdia.
Cet espace géographique est peu vaste : sa longueur maximale est de 140 kilomètres du golfe d'Hammamet au nord à la région de l'Arad au sud et sa largeur varie entre vingt et soixante kilomètres de l'est à l'ouest. Il couvre près de 6 600 km2, soit 4,02 % de la superficie totale de la Tunisie.

## Histoire
Vieux foyer de civilisation, ce qu'on appelle désormais le Sahel apparaît, en définitive, comme une actualisation d'un particularisme plus ancien et comme la prééminence d'une tradition citadine et villageoise dans une région de plaines ouvertes sur la mer. Après la fondation de la ville de Kairouan, il prend un essor économique grâce aux nouvelles cités construites telles que Sousse et Monastir sous le règne de la dynastie des Aghlabides.

### Antiquité
« Le Sahel antique [était] une région rurale paysanne diamétralement opposée à la réalité moderne. »
— Sadok Ben Baaziz, « Les établissements ruraux du Sahel antique », Du Byzacium au Sahel, itinéraire historique d'une région tunisienne, éd. L'Or du Temps / Faculté des lettres et des sciences humaines de Sousse, Tunis / Sousse, 1999, p. 34

#### Au cœur de l'empire de Carthage
La plupart des villes sahéliennes sont fondées par les Puniques, comme Hadrumète fondée avant Carthage même, au début du IXe siècle av. J.-C. par des Tyriens. Elle prend de l'importance dans les siècles suivants en devenant l'un des principaux comptoirs phéniciens du bassin occidental de la Méditerranée.

#### Byzacène antique
Les terres du Sahel sont la scène de l'une des batailles les importantes de la guerre civile entre César et Pompée : Jules César accoste à Ruspina le 28 décembre 47 av. J.-C.. À la fin février 46 av. J.-C., il arrive à Thapsus qu'il assiège. La bataille de Thapsus a lieu le 6 avril et débouche sur une écrasante victoire des Populares de César qui poursuit le siège de Thapsus qui ne tarde pas à tomber, avant de se diriger vers le nord de la Tunisie.
Le Sahel correspond en grande partie à la province romaine de Byzacène. Sous la domination byzantine, cette région est l'une des sept provinces du préfectoire d'Afrique qui s'étend jusqu'à l'océan Atlantique. Historiquement, c'est une région d'échanges (commerce, tourisme et pèlerinages).

### Moyen Âge arabo-musulman

#### Période califale

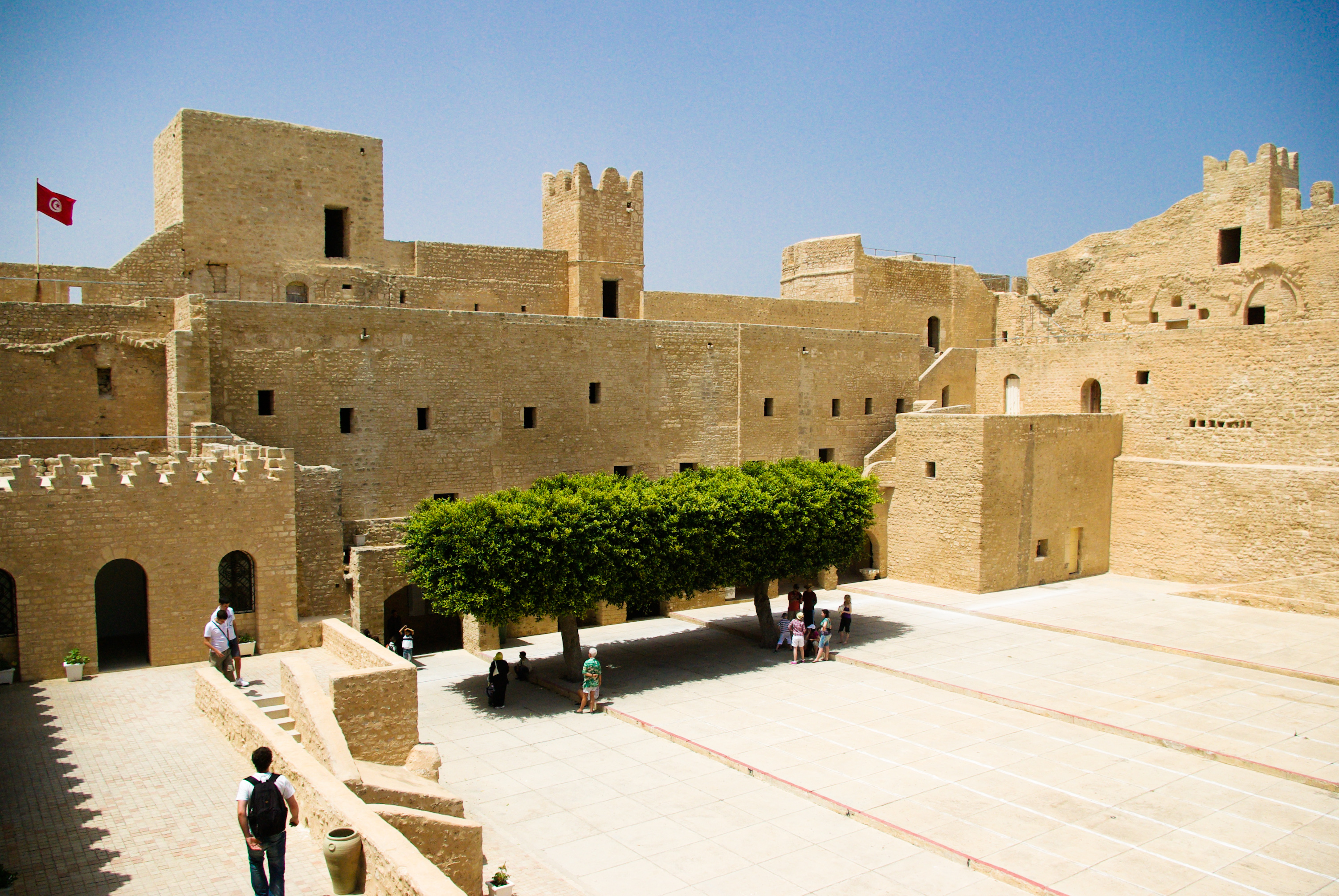
Ribat de Monastir.

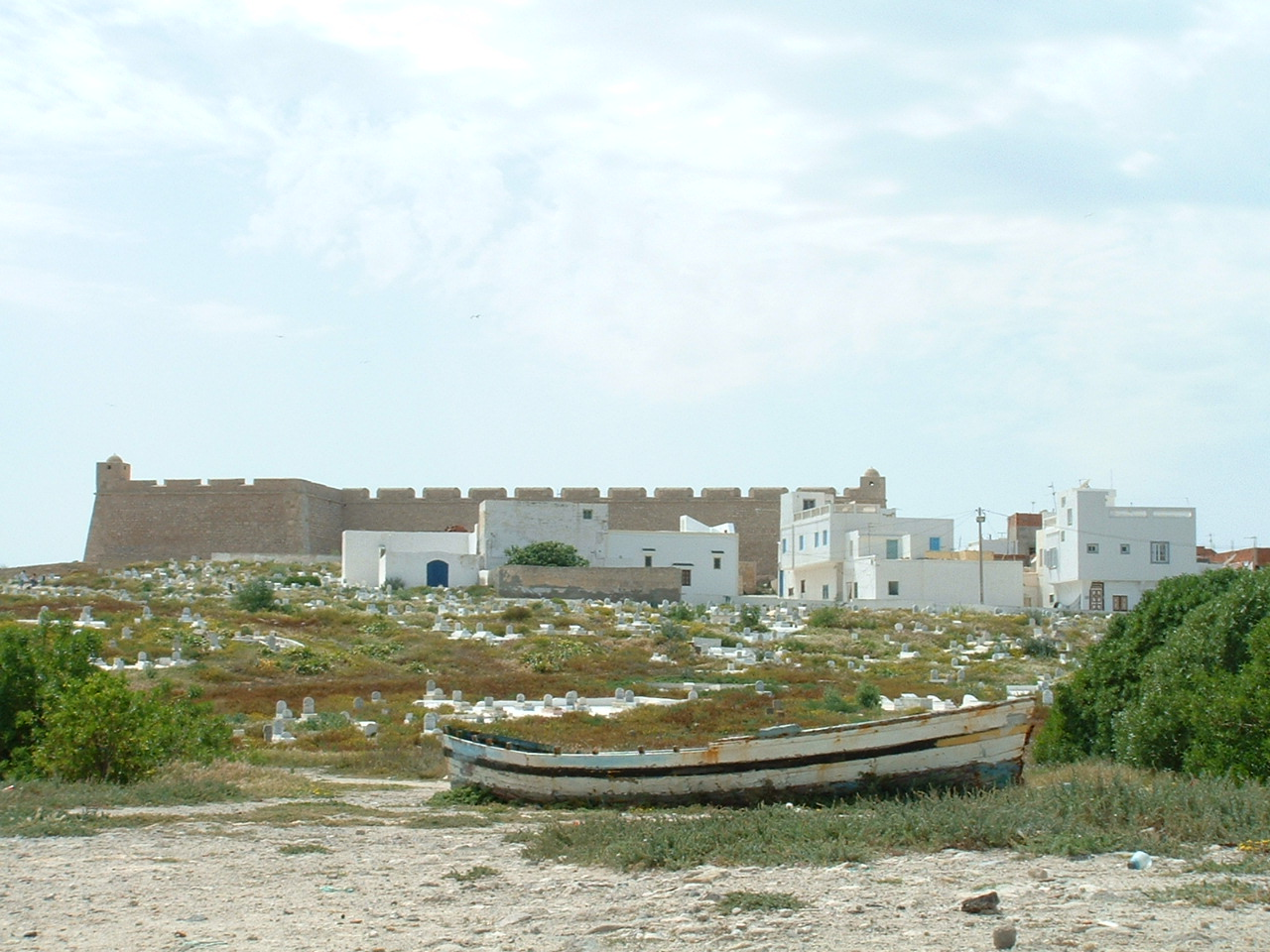
Fort de Mahdia.

Avec l'avènement de l'islam, et vu que la base de l'Ifriqiya est alors Kairouan, le Sahel devient sa porte maritime à sécuriser impérativement. C'est ce qui explique la construction de plusieurs ribats dans la région, qui assument des fonctions à la fois défensives et religieuses ou maraboutiques. Les ribats les plus importants sont ceux de Monastir, bâti par le gouverneur Harthama ibn A'yun et achevé vers 796, et de Sousse bâti par les émirs aghlabides.

#### Période des dynasties ifriqiyennes
La ville de Sousse connaît par ailleurs la fondation d'une maison de construction navale qui joue un rôle important dans la conquête de la Sicile dont la ville sert de point de départ.
La fondation de Mahdia par les Fatimides en 916 donne au Sahel un rôle politique important qui se prolonge sous le règne des Zirides. Kairouan perd un peu de son rôle religieux au profit de Monastir, où sont enterrés des princes zirides et des savants célèbres notamment l'imam Mezri, Mahdia devenant le siège d'une cour splendide qui attire les poètes de tout le Maghreb, d'Andalousie et de la Sicile qui lui est rattachée. Cependant, l'invasion hilalienne plonge le pays dans le chaos et la Tunisie se morcelle en plusieurs taïfas ; le Sahel devient alors le seul domaine détenu de fait par les Zirides. Même Sousse s'affranchit de leur souveraineté et connaît un système républicain. Cette invasion permet en même temps d'urbaniser la région davantage avec la création de plusieurs villages existant encore de nos jours. La région subit peu après les invasions des Normands — Mahdia est prise en 1148 par les troupes de Roger II de Sicile — jusqu'à l'arrivée des Almohades en 1160. À partir de cette période, le Sahel connaît une décadence avec le transfert de la capitale à Tunis.

### Époque moderne

#### Période ottomane
La ville de Monastir est le théâtre du conflit hispano-ottoman, qui dure tout au long du XVIe siècle, en étant la cible d'attaques des deux belligérants. La population réussit à éviter une annexion par les Espagnols en 1534 et la ville s'organise sous la forme d'une république populaire. Elle tombe cependant en 1550, avant d'être prise par les Ottomans en 1554 pour être rattachée à la régence de Tunis dès 1574. Dès le début de la présence ottomane en Tunisie, Monastir possède un caïdat, qui existe déjà sous les Hafsides, et qui jouit de toutes les prérogatives d'un gouverneur de province : il est chargé de l'administration générale, du maintien de la justice et de la charge lucrative de fermier des impôts ; il est aussi l'agent d'exécution du bey de Tunis.

#### Regain d'importance sous les Husseinites
Au XIXe siècle, le Sahel est divisé en deux caïdats, celui de Sousse et celui de Monastir, qui englobe approximativement les deux gouvernorats actuels de Monastir et Mahdia. On parle alors des awtan (pluriel de watan ou pays), plus précisément de watan Susah et watan al'Munastir. Les deux postes de caïds sont souvent confiés à des personnalités proches de la cour beylicale ; ils se trouvent parfois sous la direction du même caïd, comme c'est le cas avec les grands vizirs Chakir Saheb Ettabaâ (1836) et Mohammed Khaznadar (1851), qui reste surnommé « Mohamed gouverneur du Sahel » (Mohamed 'amil as-Sahil). La plupart des villes et des villages du Sahel s'insurgent en 1864 contre le bey de Tunis et paient par la suite de lourds tributs par la vente de biens (récoltes, animaux, maisons, etc.) et la confiscation de larges terrains d'oliviers après la campagne du général Ahmed Zarrouk.

### Occupation française

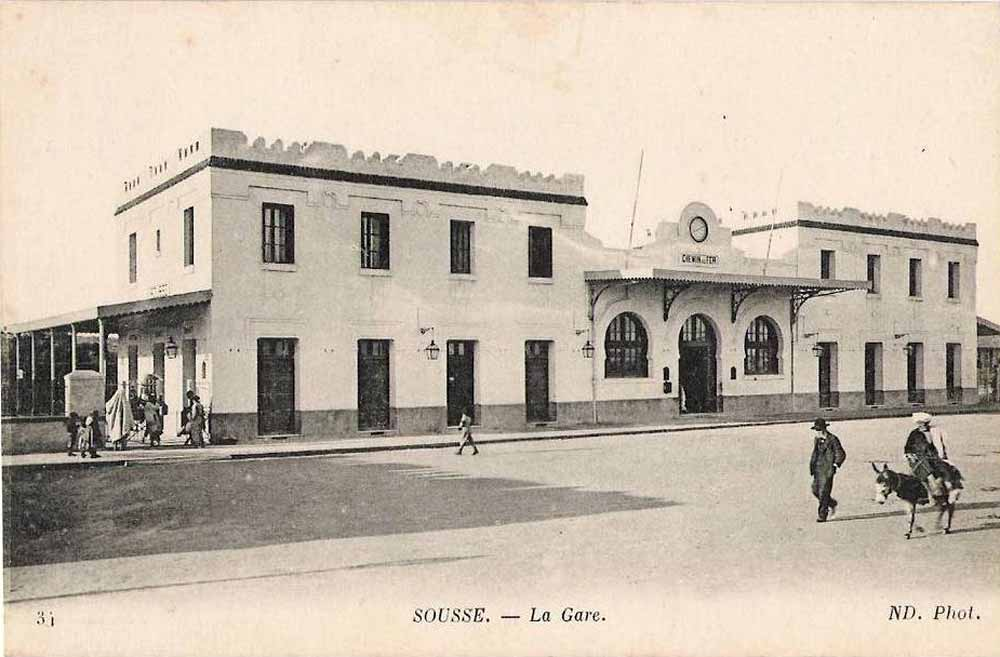
Gare de Sousse.

Avec l'instauration du protectorat français, le nouveau pouvoir crée le caïdat de Jemmal qui s'étend sur une partie des actuels gouvernorats de Monastir et Mahdia. La région est centralisée au niveau de Sousse où siège un contrôleur civil, ce qui contribue à l'affaiblissement des autres pôles régionaux.

### Depuis l'indépendance
Avec l'indépendance, le gouvernement du Néo-Destour rend au Sahel son union administrative avec l'abolition des caïdats et la création du système des gouvernorats, toute la région relevant de 1956 à 1974 du gouverneur de Sousse, jusqu'à la création des gouvernorats de Monastir et Mahdia.

## Urbanisme
- Akouda
- Bekalta
- Bembla
- Beni Hassen
- Bennane
- Bouhjar
- Bou Merdes
- Chebba
- Chorbane
- Chott Meriem
- El Bradâa
- El Jem
- El Masdour
- Enfida
- Essouassi
- Hammam Sousse
- Hebira
- Hergla
- Jemmal
- Kalâa Kebira
- Kalâa Seghira
- Kerker
- Khniss
- Kondar
- Ksar Hellal
- Ksibet el-Médiouni
- Ksour Essef
- Lamta
- Mahdia
- Melloulèche
- Menzel Ennour
- Menzel Kamel
- Moknine
- Monastir
- M'saken
- Messaadine
- Ouerdanine
- Ouled Chamekh
- Rejiche
- Sahline Moôtmar
- Salakta
- Sayada
- Sidi Ameur
- Sidi Alouane
- Sidi Bou Ali
- Sidi El Hani
- Sousse
- Takrouna
- Téboulba
- Zaouiet Kontoch
- Zéramdine

## Démographie
Le Sahel est caractérisé depuis longtemps par sa grande population, ses trois gouvernorats hébergeant 1 377 856 habitants, soit 13,9 % de la population totale de la Tunisie, selon les estimations de l'Institut national de la statistique au 28 avril 2004. La région est donc la deuxième région la plus peuplée de Tunisie (après le Grand Tunis) et on estime que près d'un Tunisien sur cinq est originaire de cette région (Saheliens vivant au Sahel, dans d'autres régions ou expatriés)[réf. nécessaire].

## Économie
Le Sahel occupe une position centrale sur la mer Méditerranée et se trouve ainsi être l'une des plus importantes zones balnéaires et touristiques du pays — elle dispose du plus grand nombre de lits — avec les villes de Monastir et Sousse, cités touristiques par excellence, ainsi que Mahdia qui tente depuis les années 1990 de développer son activité touristique. Il abrite par ailleurs l'aéroport le plus important du pays en nombre de passagers, l'aéroport international de Monastir Habib-Bourguiba qui est aussi le plus grand aéroport de vols charters en Afrique, un port marchand (Sousse), plusieurs ports de pêche et deux ports de plaisance : Port El-Kantaoui et Cap Monastir.
Le Sahel est traversé par le grand axe que constitue l'autoroute A1, reliant le nord au sud du pays, ainsi que par deux axes ferroviaires (national et régional).

## Transports

### Transport urbain

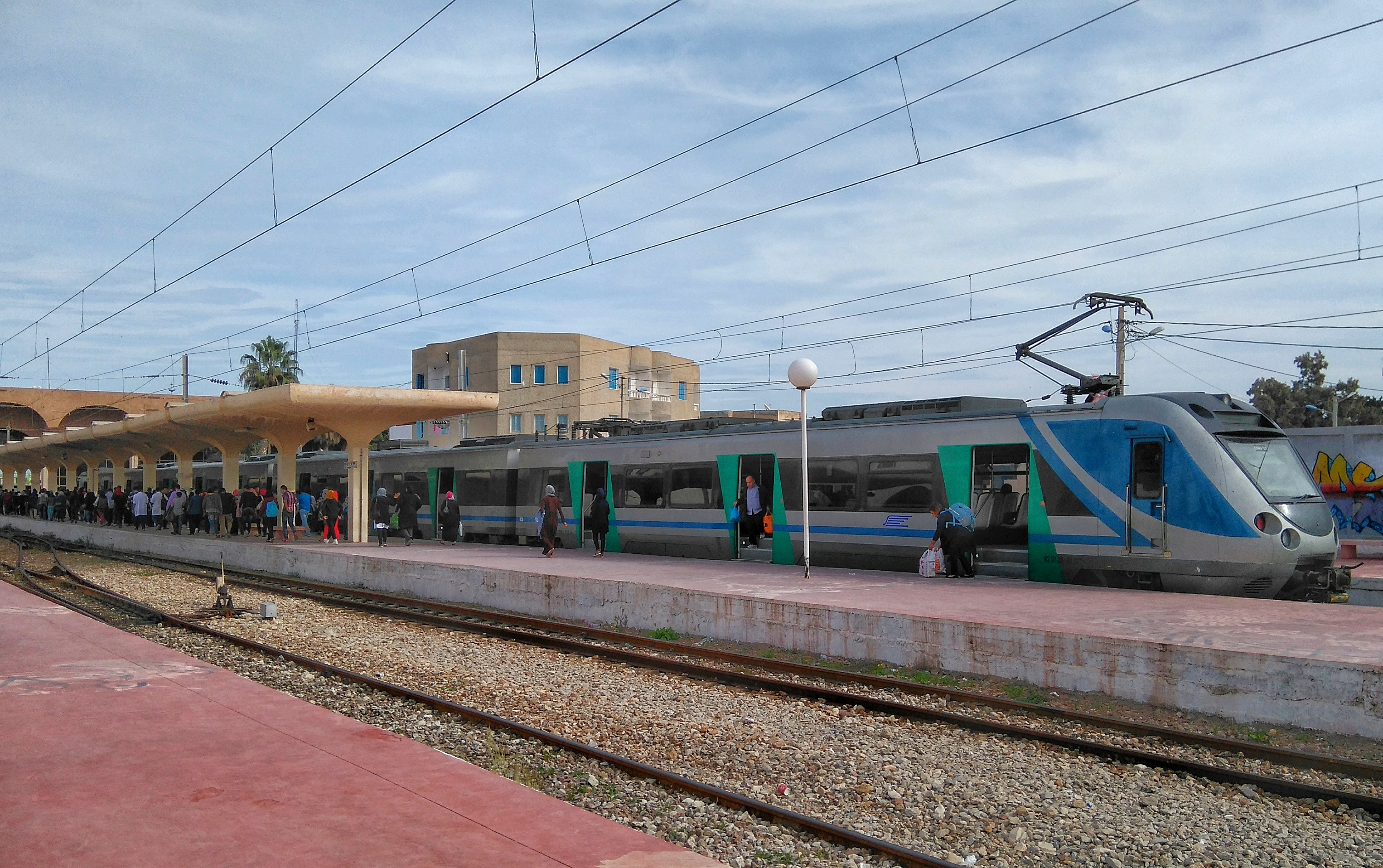
Métro à la gare de Monastir.

La société publique de transports qui gère les voyages de bus au sein des villes du Sahel et entre celles-ci est la Société de transport du Sahel (STS), dont la direction générale se trouve à Sousse et qui se divise en trois directions régionales correspondant chacune à un gouvernorat. Le métro du Sahel, ligne ferroviaire régionale, relie pour sa part Mahdia à Sousse par plusieurs voyages quotidiens.

### Transport routier
Le Sahel constitue aussi une région principale pour le réseau autoroutier tunisien, surtout avec le nœud de la ville de M'saken par lequel l'A1 s'étend jusqu'à Tunis sur 140 kilomètres au nord et jusqu'à Sfax sur 98 kilomètres au sud, suivant un axe parallèle à la côte.

### Transport aérien

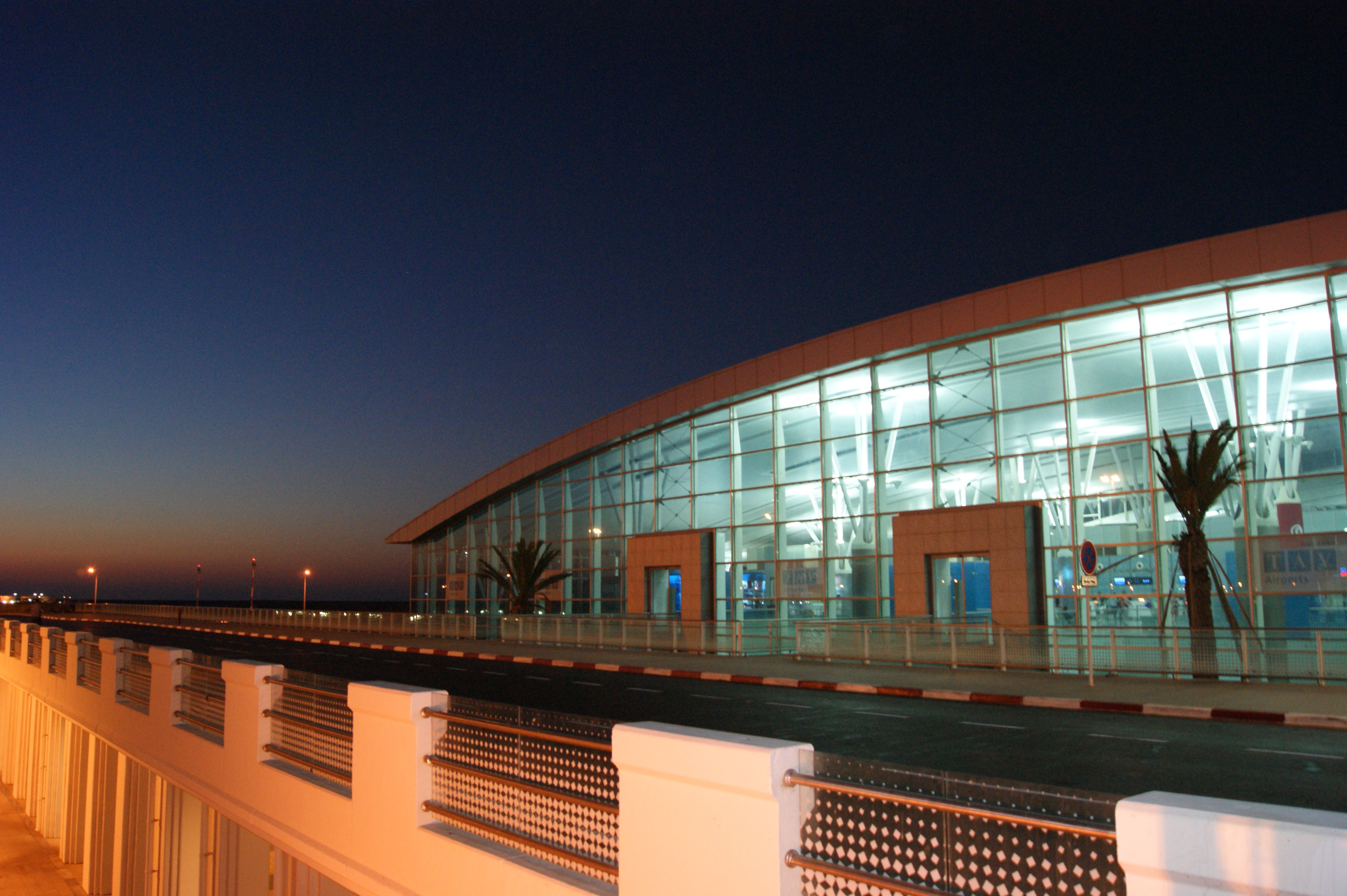
Aéroport international d'Enfidha-Hammamet.

Le Sahel dispose de deux grands aéroports internationaux, celui de Monastir et celui d'Enfida inauguré en 2009.

## Sports
Le nom de la région est adopté par le club omnisports de Sousse, l'Étoile sportive du Sahel. Le club est supporté dans toute la région et constitue de ce fait une des équipes les plus populaires du pays. L'équipe de football s'est rendue célèbre en Afrique par plusieurs victoires continentales.
La région est connue aussi pour le handball, deuxième sport populaire en Tunisie. Outre l'Étoile du Sahel, la région compte plusieurs équipes de handball dont les plus importantes sont El Makarem de Mahdia et le Sporting Club de Moknine.
Le club de Monastir, l'Union sportive monastirienne est l'un des meilleurs clubs tunisiens de basket-ball et possède également une très bonne équipe de football.
| Club                            | Ville         | Sport       | Ligue                |
| ------------------------------- | ------------- | ----------- | -------------------- |
| Étoile sportive du Sahel        | Sousse        | Football    | Ligue 1 Pro          |
| Étoile sportive du Sahel        | Sousse        | Handball    | Nationale A          |
| Étoile sportive du Sahel        | Sousse        | Volley-ball | Championnat national |
| Étoile sportive du Sahel        | Sousse        | Basket-ball | Pro A                |
| Union sportive monastirienne    | Monastir      | Football    | Ligue 1 Pro          |
| Union sportive monastirienne    | Monastir      | Basket-ball | Pro A                |
| Espoir sportif de Hammam Sousse | Hammam Sousse | Football    | Ligue 1 Pro          |
| Espoir sportif de Hammam Sousse | Hammam Sousse | Handball    | Nationale A          |
| El Makarem de Mahdia            | Mahdia        | Football    | Ligue 2 Pro          |
| El Makarem de Mahdia            | Mahdia        | Handball    | Nationale A          |
| Avenir sportif de Rejiche       | Rejiche       | Football    | Ligue 1 Pro          |
| Croissant sportif chebbien      | Chebba        | Football    | Ligue 1 Pro          |